# Yusof Ishak
Yusof bin Ishak (Terong, 12 agosto 1910 – Singapore, 23 novembre 1970) è stato un politico singaporiano.
È stato il primo presidente di Singapore, in carica dal novembre 1965 al novembre 1970, cioè fino alla morte avvenuta per infarto.